# Antoni Kroh
Antoni Kroh (ur. 16 sierpnia 1942 w Warszawie) – polski pisarz, etnograf, historyk kultury, publicysta, tłumacz i kurator wystaw poświęconych kulturze ludowej Karpat Polskich oraz historii XX wieku.

## Życiorys
Dzieciństwo spędził między Warszawą a Podhalem, szkołę podstawową ukończył w Bukowinie Tatrzańskiej. Absolwent XI Liceum Ogólnokształcącego im. Mikołaja Reja w Warszawie (1961). Studia na Wydziale Historycznym Uniwersytetu Warszawskiego, magister etnografii (1967). Pracownik Muzeum Tatrzańskiego w Zakopanem (I 1967 – IX 1970), Centrali Przemysłu Ludowego i Artystycznego – CPLiA w Warszawie (VII 1971 – XI 1971), Instytutu Sztuki PAN w Warszawie (VII 1972 – VII 1973), Muzeum Okręgowego w Nowym Sączu (I 1974 – IX 1980), redakcji regionalnego tygodnika „Dunajec” (IX 1980 – XI 1981), ponownie w Muzeum Okręgowego w Nowym Sączu (II 1982 – VI 1984) i w Wojewódzkiego Ośrodka Kultury w Nowym Sączu (kierownik Sądeckiej Oficyny Wydawniczej (XII 1993 – III 1997). Organizator konkursów rzeźby i kowalstwa ludowego Karpat Polskich (1972, 1975, 1978). Członek Stowarzyszenia Tłumaczy Polskich, wykładowca Collegium Civitas w Warszawie. Przewodnik warszawski (uprawnienia 1960), beskidzki (1968), tatrzański (1970). Członek Honorowy Polskiego Towarzystwa Ludoznawczego (2023).
Autor tekstów w następujących periodykach: „Wierchy”, „Rocznik Sądecki”, „Miesięcznik Literacki”, „Kultura”, „Dunajec”, „Polish Art Studies”, „Pamiętnik Słowiański”, „Dějiny a současnost”, „Twórczość”, „Polski Region Pieniny”, „Rocznik Bocheński”, „Sądeczanin” i in. Długoletni współpracownik kwartalnika „ Konteksty. Polska Sztuka Ludowa. Antropologia kultury - etnografia - sztuka”, wydawanego przez Instytut Sztuki PAN.

## Książki

### Prace własne

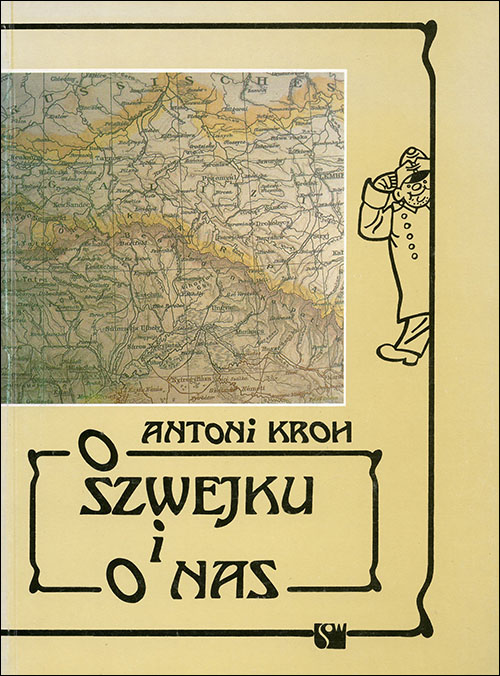
Antoni Kroh „O Szwejku i o nas” 1992

- Współczesna rzeźba ludowa Karpat Polskich (1979), ISBN 83-04-00153-5
- Piękne odpoczywanie (cmentarze wojenne Beskidu Niskiego), (1991)
- O Szwejku i o nas (1992)[5], ISBN 83-85753-00-1
- Sklep potrzeb kulturalnych (2000)[6], ISBN 83-7255-331-9
- Sądecki rodowód Władysława Hasiora (z Ireną Styczyńską) (2001), ISBN 83-85753-34-6
- Tatry i Podhale w serii „A to Polska właśnie” (2002)[7], ISBN 83-7023-936-6
- O Szwejku i o nas (wyd. II 2002), ISBN 83-7255-730-6
- Łemkowszczyzna, The Lemko Land (z Piotrem Droździkiem) (2006)[8], ISBN 978-83-89747-41-9
- Praga. Przewodnik (2007)[9], ISBN 978-83-89188-62-5
- Starorzecza (2010)[10], ISBN 978-83-244-0127-7
- Sklep potrzeb kulturalnych po remoncie (2013), ISBN 978-83-7779-437-1
- Wesołego Alleluja Polsko Ludowa czyli o pogmatwanych dziejach chłopskiej kultury plastycznej na ziemiach polskich (2014)[11], ISBN 978-83-244-0383-7
- Za tamtą górą. Wspomnienia łemkowskie (2016)[12], ISBN 978-83-244-0449-0
- Sklep potrzeb kulturalnych po remoncie (2017), ISBN 978-83-7779-152-3
- Fenomen paszyński (z Piotrem Droździkiem) (2018)[13], ISBN 978-83-60900-47-5
- Z polskiego na nasze, czyli prywatny leksykon współczesnej polszczyzny (z Barbarą Magierową) (2019)[14], ISBN 978-83-244-0490-2
- Powrót na Sądecczyznę (2019)[15], ISBN 978-83-951742-1-6
- To jest zjawisko i na to nie ma rady. Narysowała Barbara Magierowa (2022)[16], ISBN 978-83-244-1112-2
- Anioł śmierci z kilku stron (2023)[17], ISBN 978-83-244-1143-6

### Tłumaczenia

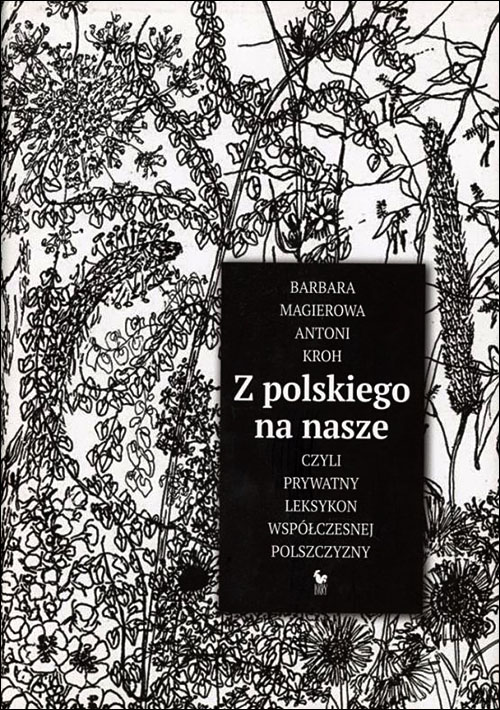
Barbara Magierowa, Antoni Kroh „Z polskiego na nasze czyli prywatny leksykon współczesnej polszczyzny” 2019

- Vladimír Neff, Królowe nie mają nóg (1976) – z j. czeskiego
- Ján Lenčo, Egipcjanka Nitokris (1978) – z j. słowackiego
- Jan Ryska, Dziennik pokładowy czyli O przygodach Buddy, Fai i Szeryfa (1978) – z j. czeskiego
- Josef Toman, Miroslava Tomanova, Sokrates (1980) – z j. czeskiego
- Stanislav Rudolf, Grubaska czyli Kości zostały rzucone (1982), ISBN 83-207-0346-8 – z j. czeskiego
- Jozef Cíger-Hronský, Magdalena (1983), ISBN 83-07-00770-4 – z j. słowackiego
- Štefan Žáry, Uśmiechnięta dolina (1983), ISBN 83-205-3481-X – z j. słowackiego
- Radko Pytlík, Nasz przyjaciel Haszek, (1984), ISBN 83-06-01095-7 – z j. czeskiego
- Ladislav Paule, Pejzaż fotograficzny (1984), ISBN 83-221-0204-6 – z j. słowackiego
- Karel Poláček, Zaczarowana szynka. Humoreski i felietony (1984), ISBN 83-08-01289-2 – z j. czeskiego
- Karel Konrád, Nauki dla nieśmiałych kochanków (1985), ISBN 83-07-01235-X – z j. czeskiego
- Zdeněk Váňa, Świat dawnych Słowian (1985), ISBN 83-06-01126-0 – z j. czeskiego
- Jaroslav Hašek, Myśli. Wstęp, wybór (1985) – z jęz. czeskiego
- Euglen Ketterl, Cesarska rodzina (1987) – z jęz. czeskiego
- Eugen Ketterl, Wspomnienia kamerdynera cesarza Franciszka Józefa I (1990) – z j. czeskiego
- Lubomír Tomek, Mary Peson w szponach gangsterów (1990), ISBN 83-07-01999-0 – z j. czeskiego
- Jaroslav Hašek, Losy dobrego żołnierza Szwejka czasu wojny światowej (2009) – z j. czeskiego; wydanie pt. Przygody dobrego wojaka Szwejka czasu wojny światowej, wstęp i opracowanie Jacek Baluch, „Biblioteka Narodowa”, nr 261, seria II (2017), ISBN 978-83-65588-29-6 – z j. czeskiego
- Jiří Žáček, Adolf Born, Bajki Ezopa (2015), ISBN 978-83-8008-252-6 – z j. słowackiego

### Opracowania, wydania z rękopisu, redakcje, przygotowania do druku

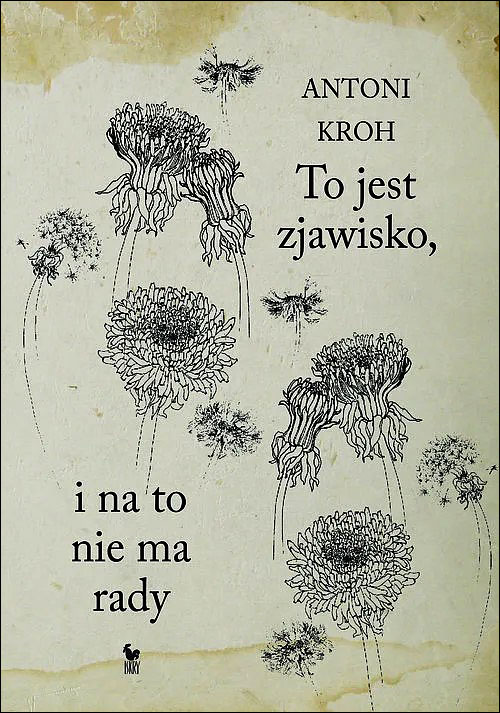
Antoni Kroh „To jest zjawisko, i na to nie ma rady” 2022

- Lucjan Lipiński, Wycieczka w Tatry 1860 r., redakcja (1985)
- Andrzej Skupień Florek, Biały Dunajec moja wieś rodzinna, redakcja (1985)
- Ryszard Aleksander, Dzieje kultury fizycznej i turystyki w Nowym Sączu, redakcja (1994), ISBN 83-901495-0-8
- Dobiesław Dudek, Działalność wojskowa Towarzystwa Gimnastycznego „Sokół” przed I wojną światową, redakcja (1994), ISBN 83-85753-15-X
- Ziemia Biecka. Lud polski w powiatach gorlickim i grybowskim. Praca zbiorowa pod redakcją Seweryna Udzieli napisana w latach 1889-1895, wydana z rękopisu, redakcja (1994), ISBN 83-85753-05-2
- Roman Chomiak, Nasz łemkowski los – przekład fragmentów łemkowskich, redakcja (1995), ISBN 83-85753-06-0
- Mamko, kup mi knyżku. Antologia łemkowskiej poezji dla dzieci, książka w jęz. łemkowskim, redakcja (1995), ISBN 83-85753-30-3
- Wiktor Bazielich, Starosądeckie domy rynkowe i ich dawniejsi właściciele, redakcja (1996), ISBN 83-85753-07-9
- Krystyna Kwaśniewicz, Zwyczaje doroczne górali podhalańskich wczoraj i dziś, redakcja (1966), ISBN 83-85753-56-7
- Kazimierz Golachowski, Towarzystwo Gimnastyczne „Sokół” w Nowym Sączu 1887-1937, wydanie II poprawione, z posłowiem Józefa Bieńka, redakcja (1997), ISBN 83-85753-25-7
- Tadeusz Łopatkiewicz, Z Lendaku i Maniów. Chłopskie listy z końca XIX wieku (1997), ISBN 83-906236-1-7
- Andrzej Piecuch, Nad Sękówką, redakcja (1998), ISBN 83-904474-2-8
- Spisz – wielokulturowe dziedzictwo, redakcja (2000), ISBN 83-904749-0-5
- Konstanty Słotwiński – Katechizm poddanych galicyjskich o prawach i powinnościach ich względem Rządu, Dworu i samych siebie. Przez Konstantego Leliwa Słotwińskiego, Przełożonego Zakładu nar. im. Ossolińskich, Pana w Głobikowy, Komisarza niegdyś cyrkułowego, Członka Towarzystwa naukowego w Krakowie, przygotowanie do druku tekstu z 1832 roku, redakcja (2004), ISBN 83-87553-91-3

## Wystawy

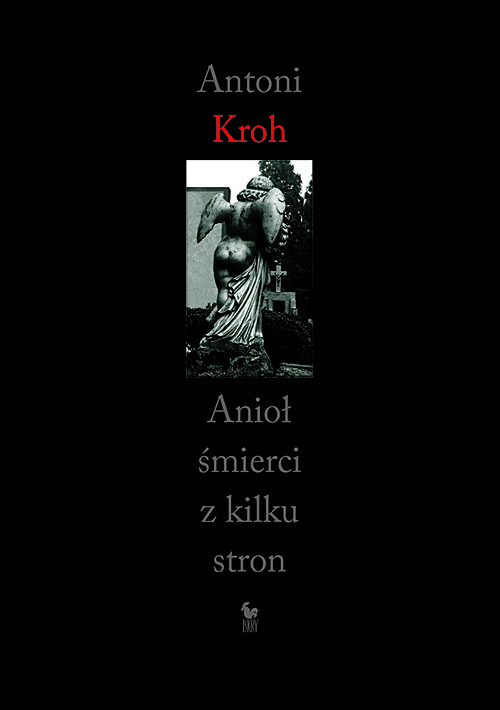
Antoni Kroh „Anioł śmierci z kilku stron” 2023

- 1972 – Współczesna rzeźba ludowa Karpat Polskich (po I konkursie), Nowy Sącz
- 1973 – Współczesna sztuka ludowa Podhala, Spisza, Orawy i Pienin (pokonkursowa), Nowy Targ
- 1975 – Współczesna rzeźba ludowa Karpat Polskich (po II konkursie), Nowy Sącz
- 1978 – Współczesna rzeźba ludowa Karpat Polskich (po III konkursie), Nowy Sącz
- 1979 – Współczesne ludowe kowalstwo Karpat Polskich (pokonkursowa), Nowy Sącz
- 1984 – Łemkowie, w Muzeum Okręgowym w Nowym Sączu[18] (pierwsza prezentacja problematyki łemkowskiej od czasu drugiej wojny światowej, znaczny odzew społeczny), wraz z Barbarą Magierową
- 1992 – Duchy epoki czyli pierwsza wojna światowa trwa do dziś, w Muzeum Okręgowym w Nowym Sączu[19], wraz z Barbarą Magierową
- 1993 – Duchy epoki czyli pierwsza wojna światowa trwa do dziś, w Muzeum Niepodległości w Warszawie, wraz z Barbarą Magierową
- 1994 – Tradycje sokolstwa polskiego, Nowy Sącz, wraz z Barbarą Magierową
- 1995 – Stała ekspozycja Muzeum Regionalnego PTTK w Gorlicach, wraz z Barbarą Magierową i Leszkiem Brzozowskim
- 1998-2000 – Spisz, Ośrodek „Pogranicze” w Sejnach, Międzynarodowe Centrum Kultury w Krakowie, muzea w Lewoczy, Kieżmarku, Starej Lubowli i Bochni, Polski Ośrodek Kulturalnym w Bratysławie[20], wraz z Barbarą Magierową.

## Nagrody
- 1980 – Nagroda Twórców i Działaczy Kultury „Sądecka Kuźnica” oraz Nowosądeckiego Magazynu Ilustrowanego „Dunajec” za Współczesną rzeźbę ludową Karpat Polskich
- 1983 – Honorowe członkostwo Zespołu Pieśni i Tańca „Łemkowyna” oraz dyplom honorowy z okazji 15-lecia Zespołu[21]
- 1984 – Nagroda Ministerstwa Kultury za wystawę Łemkowie
- 2002 – Nagroda Wydawców „Złote Pióro Fredry” Wrocław za książkę O Szwejku i o nas, Wydawnictwo Prószyński i S-ka, Warszawa 2002
- 2003 – Nagroda Poznańskiego Przeglądu Nowości Wydawniczych „Książka Zimy 2002/2003 dla autora książki O Szwejku i o nas, Wydawnictwo Prószyński i S-ka, Warszawa 2002 za wytrwałe budowanie Rzeczypospolitej polsko-czeskiej ze stolicą w Budziejowicach
- 2010 – Dyplom Warszawskiej Premiery Literackiej za książkę Starorzecza. Książka Września 2010
- 2011 – Honorowy Członek Przemyskiego Stowarzyszenia Przyjaciół Dobrego Wojaka Szwejka, Przemyśl 2011
- 2014 - Nagroda im. ks. Prof. Bolesława Kumora w kategorii „Sądecki autor”[22]
- 2014 - Nagroda im. Romana Reinfussa za „szczególne osiągnięcia w dziedzinie zachowania lokalnej tożsamości kulturowej w Małopolsce”[23]
- 2015 – Medal Zarządu Głównego Polskiego Towarzystwa Turystyczno-Krajoznawczego za pomoc i współpracę
- 2015 – Nagroda miesięcznika „Znak” i „Hestii” im. ks. Józefa Tischnera[24]
- 2015 – Brązowy Medal „Zasłużony Kulturze Gloria Artis” w dziedzinie twórczości ludowej[25]
- 2015 – Złota Odznaka Honorowa Województwa Małopolskiego – Krzyż Małopolski
- 2020 – Nagroda im. ks. Prof. Bolesława Kumora w kategorii „Książka o Sądecczyźnie”
- 2020 – Jednota tlumočníků a překladatelů Praha, Čestné uznání poroty, Barbara Magierowa, Antoni Kroh Z polštiny do lidštiny aneb soukromý lexikon současné polštiny (Z polskiego na nasze czyli Prywatny leksykon współczesnej polszczyzny), Wydawnictwo Iskry, Warszawa 2019
- 2024 – Doroczna Nagroda Ministra Kultury i Dziedzictwa Narodowego w dziedzinie kultury ludowej[26]
- 2025 – Wyróżnienie statuetką i tytułem Honorowego Ambasadora Sądeckiego Sztetlu[27]